# Обердорф, Лена
Лена Зофи Обердорф (нем. Lena Sophie Oberdorf; родилась 19 декабря 2001) — немецкая футболистка, полузащитник женской команды «Бавария» и сборной Германии по футболу.

## Клубная карьера
Летом 2018 года подписала свой первый профессиональный контракт с клубом «Эссен». До этого играла в любительском клубе пятого дивизиона мужского чемпионата Германии «Шпрокхёфель», выступая вместе с юношами.

## Карьера в сборной
Выступала за женские футбольные сборные Германии до 15, до 16, до 17, до 19, до 20 лет.
В 2017 году в составе сборной до 17 лет выиграла чемпионат Европы среди девушек до 17 лет.
В 2019 году дебютировала в составе главной женской сборной Германии. Сыграла на чемпионате мира среди женщин, который прошёл во Франции.

### Голы за первую сборную
| # | Дата            | Место проведения | Соперник | Счёт | Результат | Турнир                                     |
| - | --------------- | ---------------- | -------- | ---- | --------- | ------------------------------------------ |
| 1 | 3 сентября 2019 | Львов, Украина   | Украина  | 4:0  | 8:0       | Отборочный турнир к чемпионату Европы 2021 |
| 2 | 8 октября 2019  | Салоники, Греция | Греция   | 2:0  | 5:0       | Отборочный турнир к чемпионату Европы 2021 |

## Достижения

### Командные достижения
Германия (до 17 лет)
- Победитель чемпионата Европы среди девушек до 17 лет: 2017

Германия (до 17 лет)
- Серебряный призёр Чемпионата Европы: 2022

### Личные достижения
- «Золотой игрок» чемпионата Европы среди девушек до 17 лет: 2017
- Бронзовая медаль Фрица Вальтера: 2018
- Лучший молодой игрок чемпионата Европы: 2022